# Дерек Волкотт
Дерек Волкотт (англ. Derek Walcott; 23 січня 1930, Кастрі, Сент-Люсія — 17 березня 2017) — карибський англомовний поет, драматург, письменник та художник. У свої роботах Волкотт піднімає питання про наслідки колоніалізму. Стиль поета пов'язаний із символізмом міфу та його зв'язком з культурою. Поет відомий передовсім своїм твором «Омерос», яка є адаптацією Іліади до Карибських островів. Лауреат Нобелівської премії з літератури 1992 року, другий після Воле Шоїнки темношкірий лауреат.

## Біографія
Волкотт став сиротою в ранньому віці. Виріс у бідній родині. Бувши англомовним, він бачив себе відокремленим від франкомовної та католицької більшості Антильських островів.
Почав публікувати свої вірші від початку 1940-х років. Навчався на Ямайці.
Від 1959 до 1976 року він керував театральною майстернею на Тринідаді, де також ставилися деякі його п'єси.
В 1981 році він переїхав до США, де викладав у Гарвардському та Бостонському університетах.
Одержав Нобелівську премію з літератури в 1992 році.
Від 2009 він є запрошеним професором у Альбертському університеті.
Дерек Волкотт підтримував дружні і взаємовпливні стосунки з Йосипом Бродським.
Українською за життя майже не перекладався.